# Костел Святого Казимира (Могильов)
Костел Святого Казимира (біл. Касьцёл Сьвятога Казімера), також Фарний костел — пам'ятка сакральної архітектури в Могильові, зведена 1604 року. Знаходиться в центрі міста, в історичному Фарному провулку. Діяв до 1-ї половини XX століття. Об'єкт Державного списку історико-культурних цінностей Республіки Білорусь.
Фарний костел — найстаріша кам'яна будівля Могильова. Був частково зруйнований за радянських часів.

## Історія
У 1604 з фонду короля і великого князя Сигізмунда Вази в Могильові побудували парафіяльній костел (за іншими відомостями в 1675—1680). У 1810 костел перебудували в стилі класицизму. Мав статус кафедрального до переносу кафедри в костел Святого Станіслава при монастирі кармелітів.
Використовується як складське приміщення РУП «Белтелеком».

## Архітектура
Пам'ятка архітектури класицизму. Східний і західний фасади мали класичні портики. Завершувався дерев'яним куполом на низькому барабані. Хори, де знаходився 7-голосний орган, підтримувалися 4 дерев'яними стовпами. Три вівтаря прикрашала дерев'яна скульптура.

## Галерея

Початковий вигляд
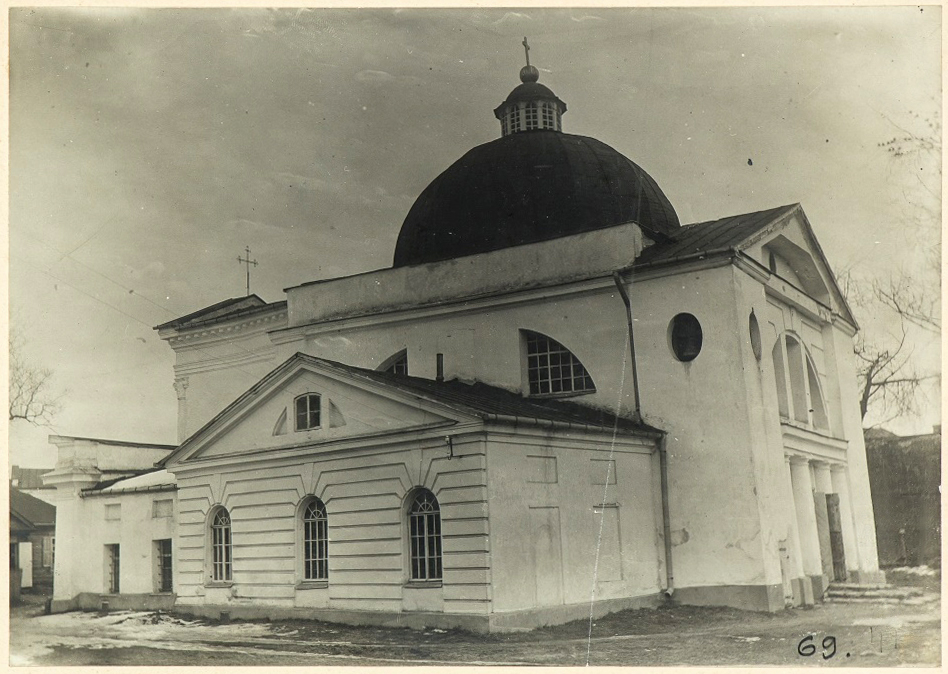
Загальний вигляд
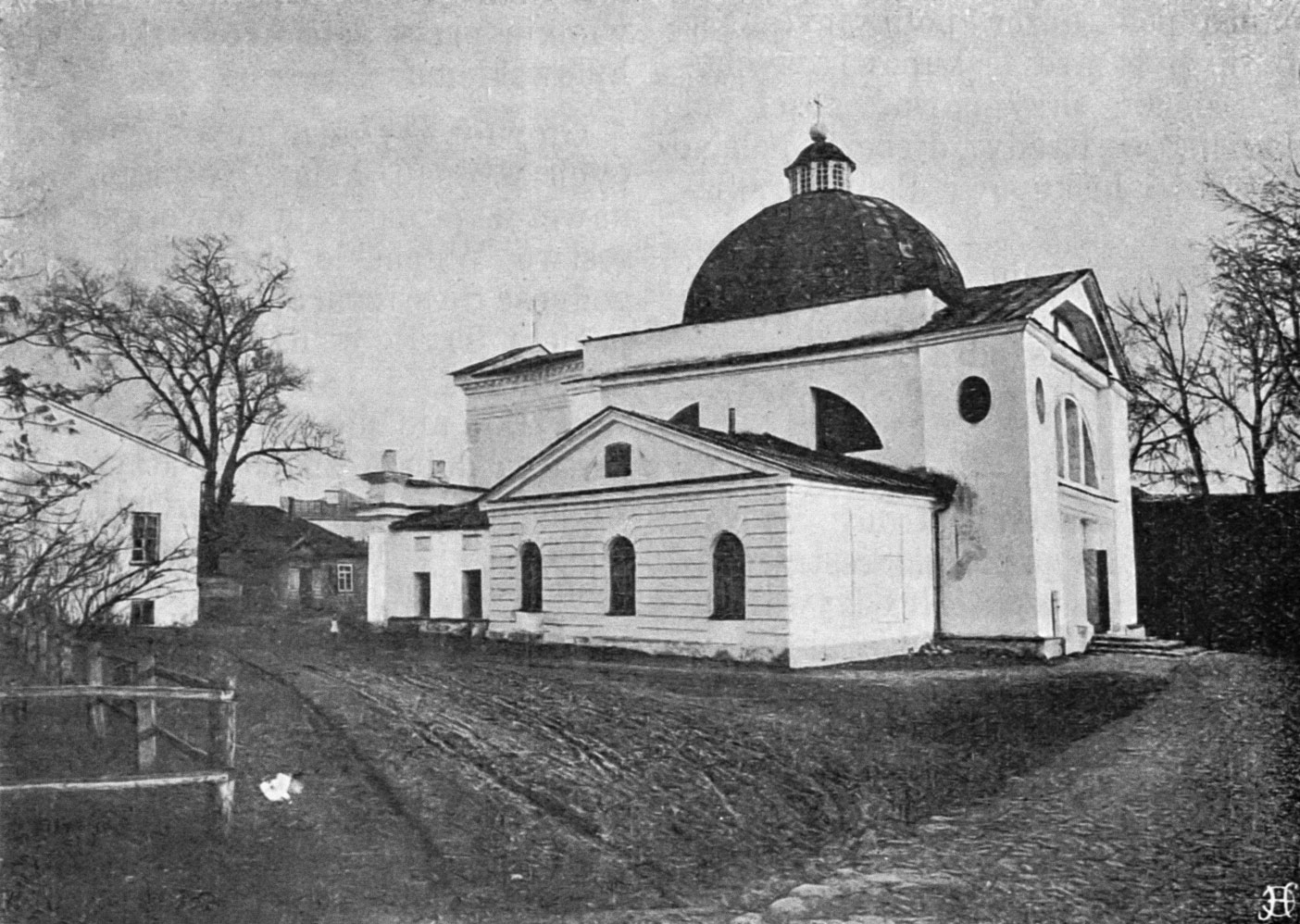
Загальний вигляд, 1913
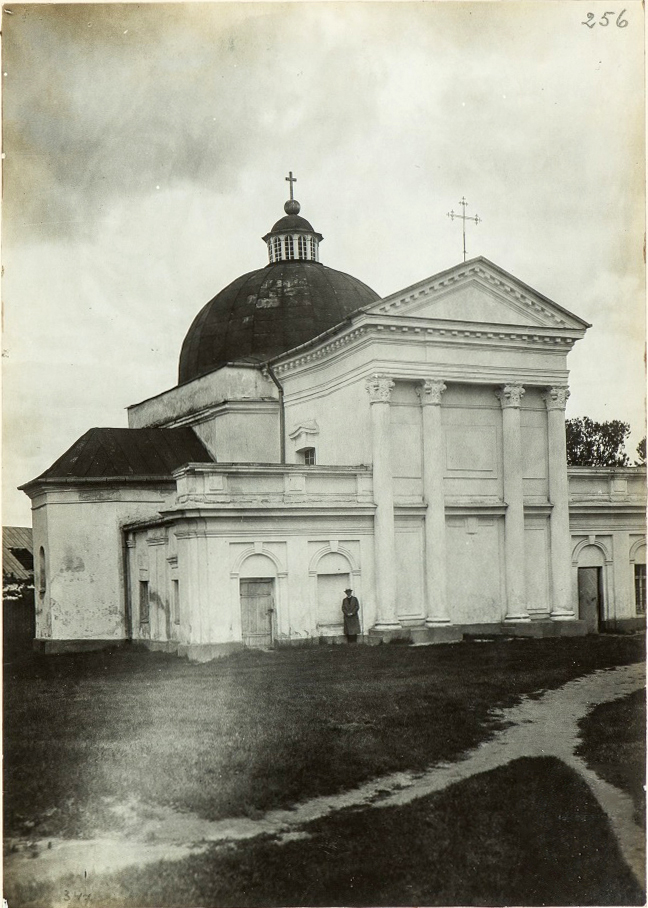
Загальний вигляд
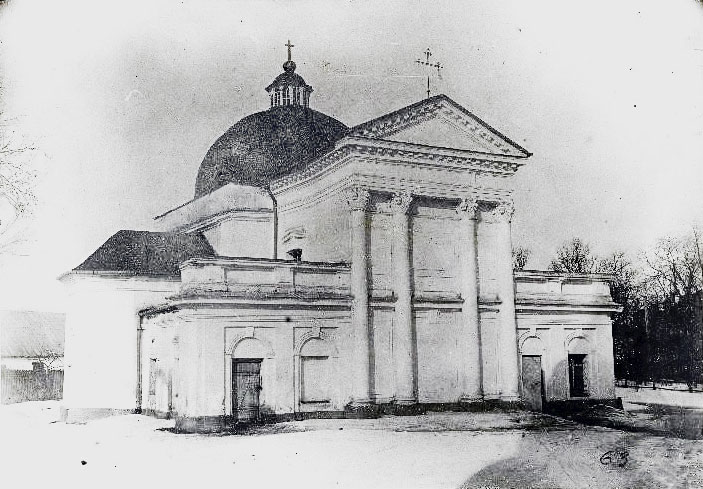
Загальний вигляд
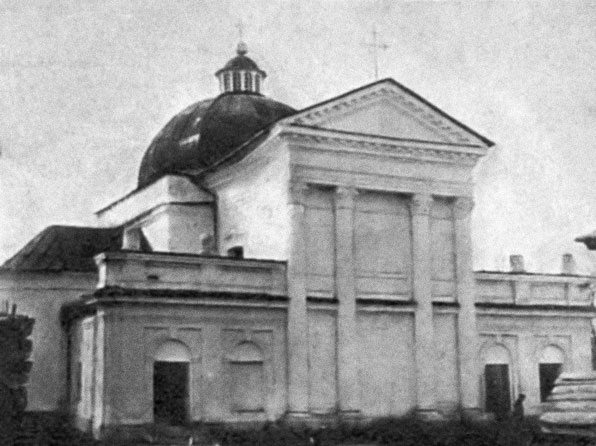
Портик, 1913
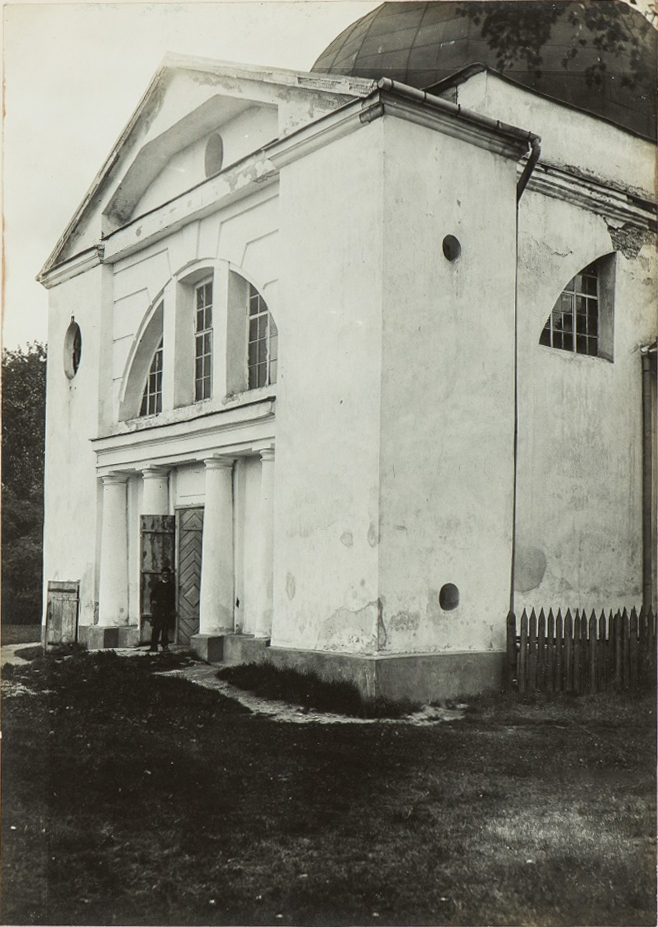
Фрагмент
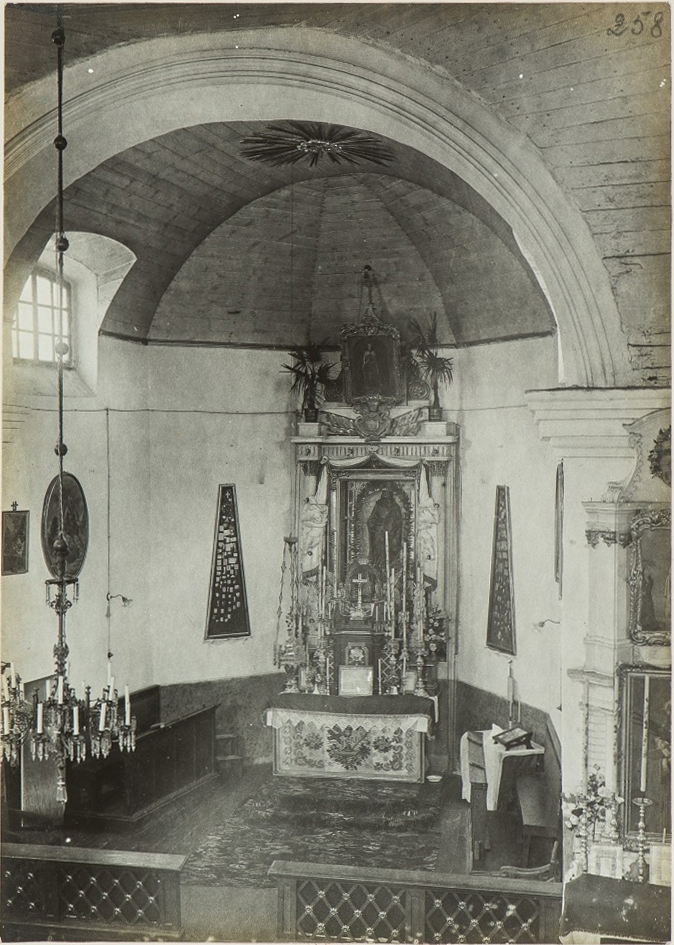
Інтер'єр
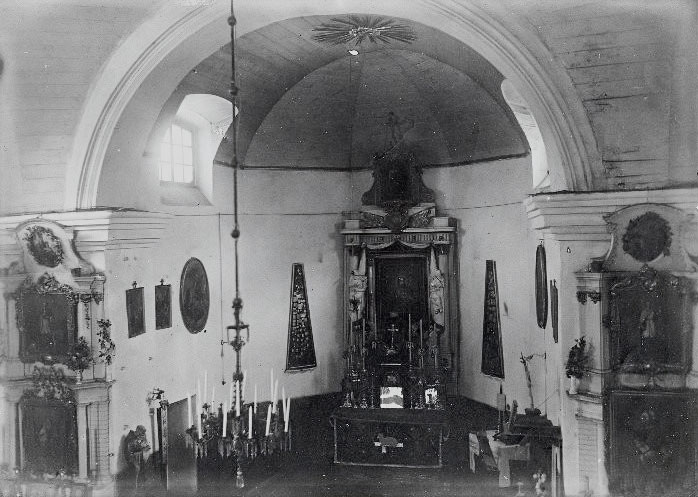
Інтер'єр
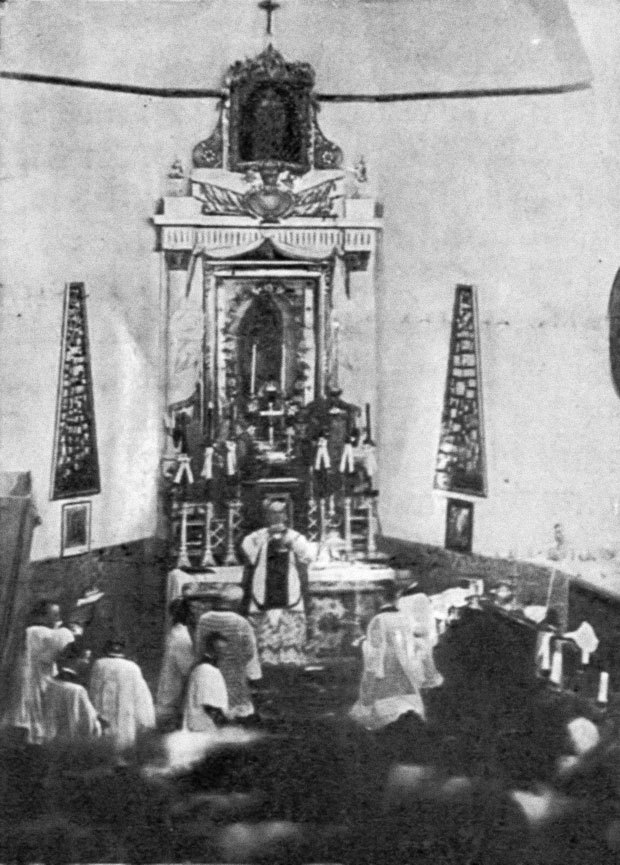
Інтер'єр, 1913
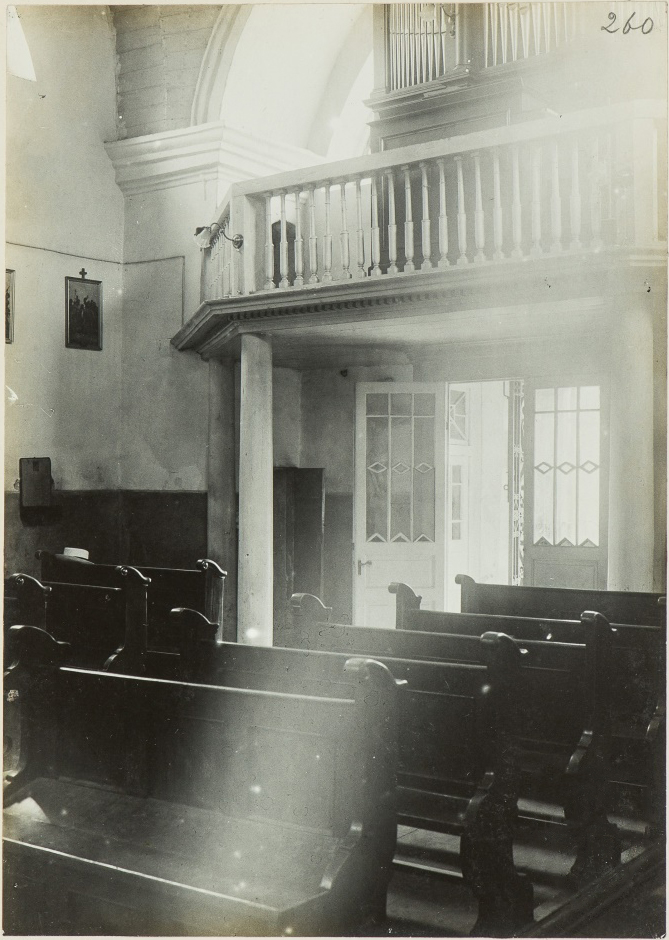
Хори
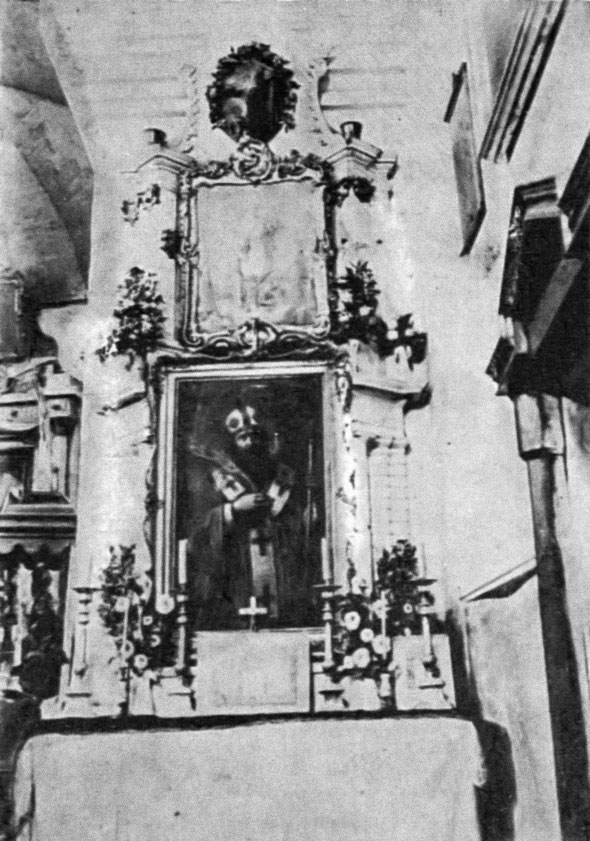
Вівтар, 1913
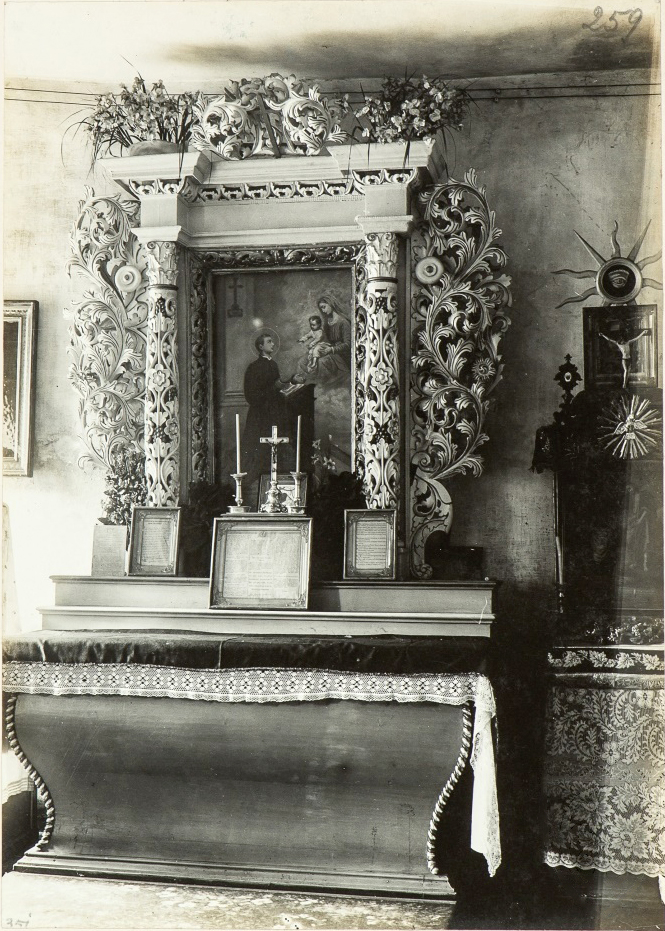
Вівтар

Сучасний стан
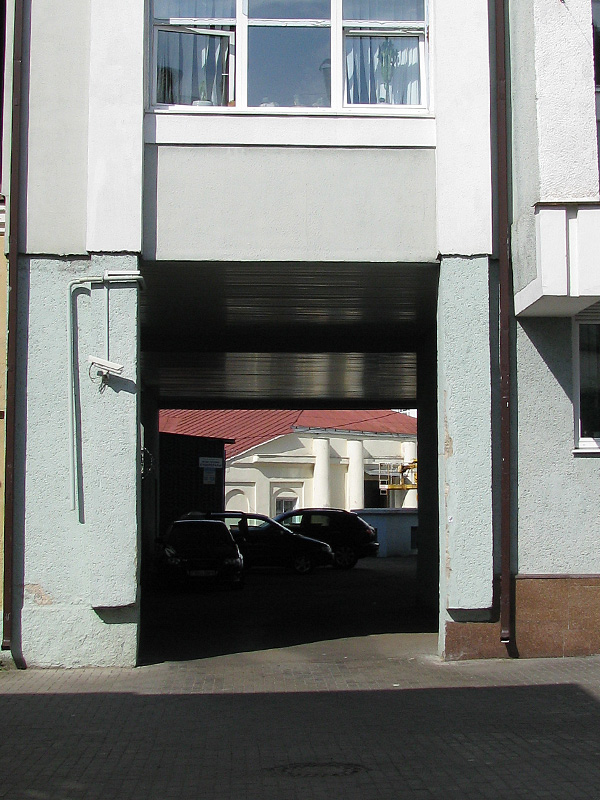
Загальний вигляд
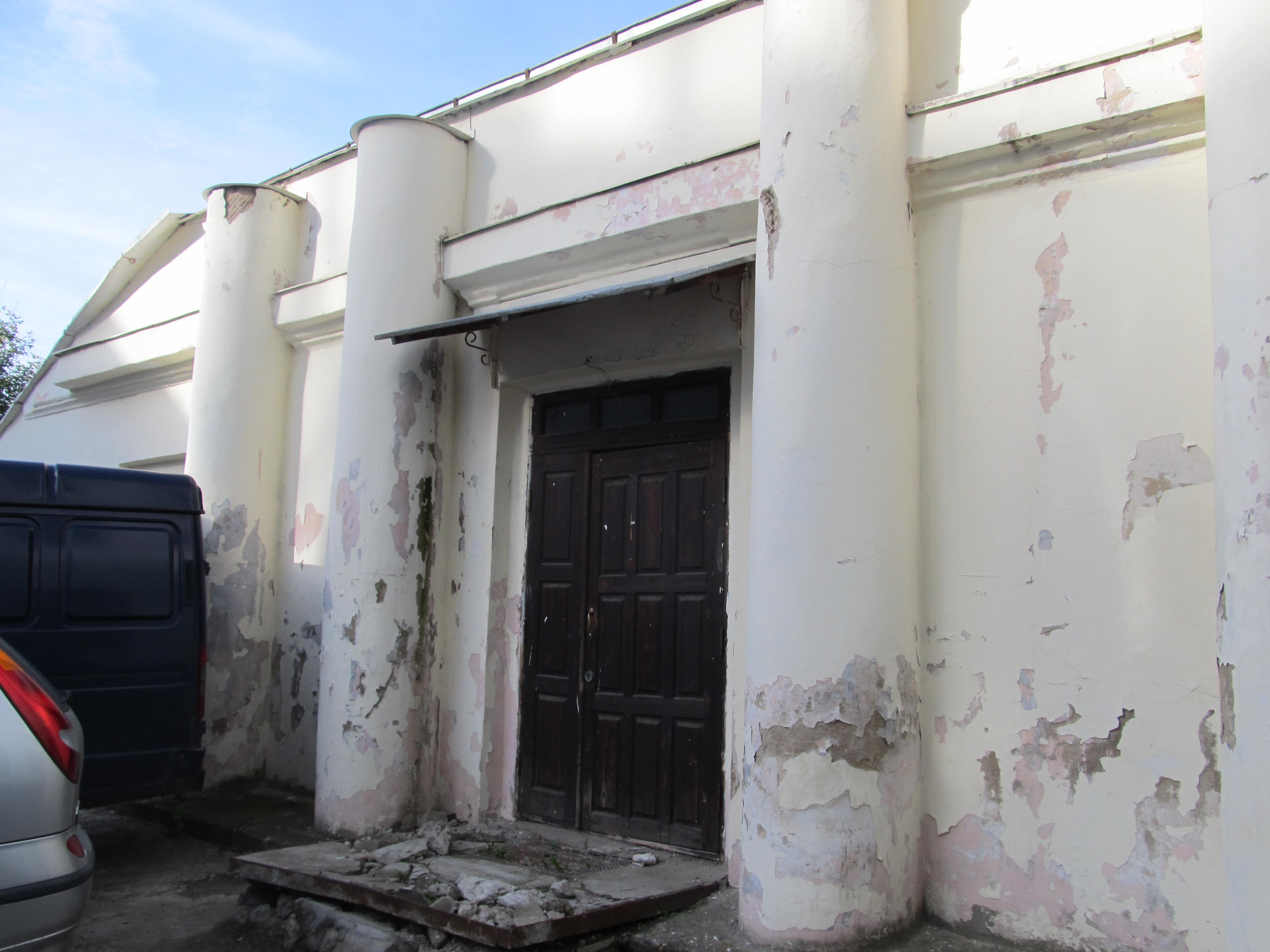
Портик
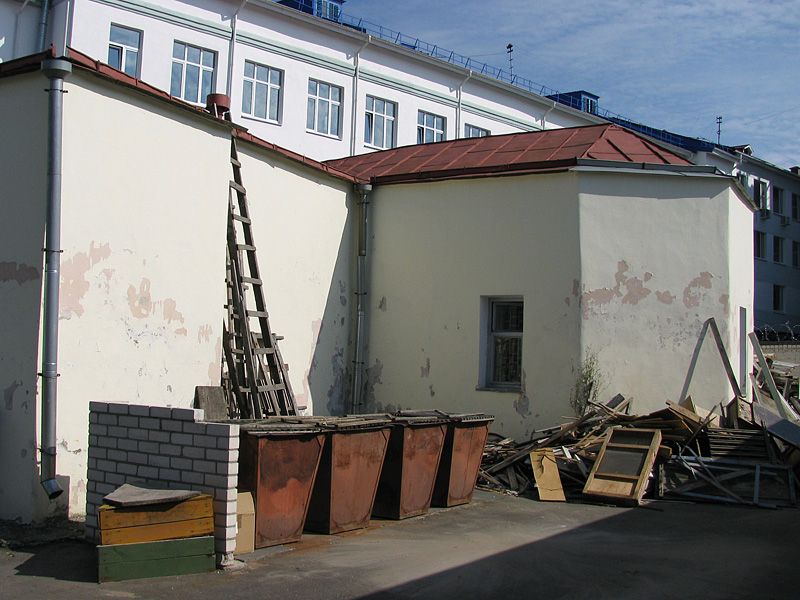
З боку апсиди
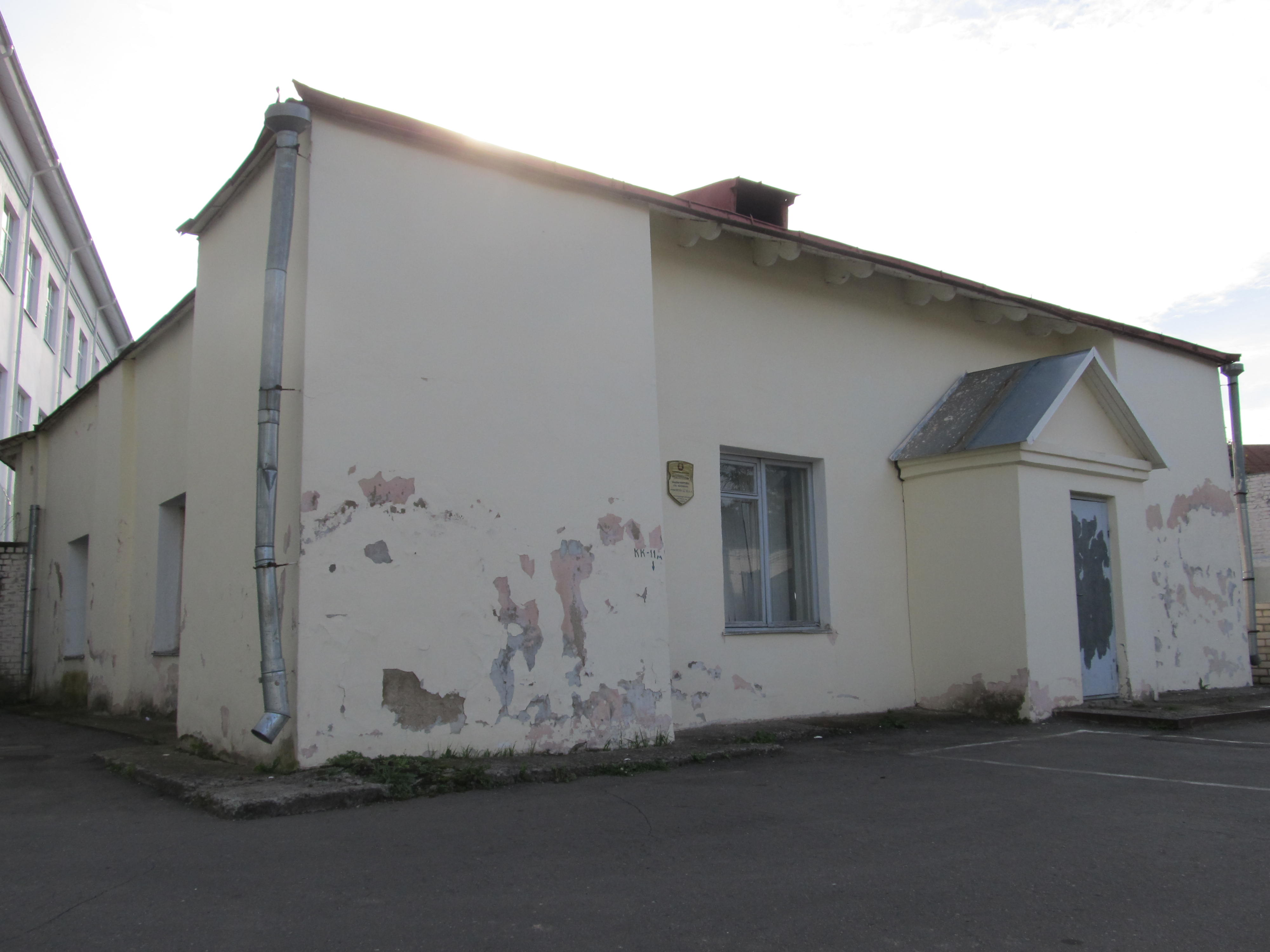
Бічний фасад